# 謝特克鎮區 (明尼蘇達州莫雷縣)
謝特克鎮區（英語：Shetek Township）是位於美國明尼蘇達州莫雷縣的一個行政鎮區，於1872年設立。

## 地方資料
謝特克鎮區的面積為91.76平方千米，當中陸地面積為80.22平方千米，而水域面積為11.53平方千米。根據2020年美國人口普查的數據，當地共有人口310人，而人口密度為每平方千米3.38人。